# Ajia Marina Kielokiedaron
Ajia Marina Kielokiedaron (gr. Αγία Μαρίνα Κελοκεδάρων) – wieś w Republice Cypryjskiej, w dystrykcie Pafos. W 2011 roku liczyła 37 mieszkańców.